# T. J. Middleton
T. J. Middleton (* 2. Mai 1968 in Auburn, New York) ist ein ehemaliger US-amerikanischer Tennisspieler. Im Doppel konnte er seine größten Erfolge verbuchen.

## Karriere
T. J. Middleton studierte von 1985 bis 1989 an der University of Georgia, wo er einen Bachelor in Kommunikationswissenschaften erlangte. Im Rahmen seines Studiums spielte er für die Universität Tennis und war 1987 Spieler für die NCAA-Nationalmannschaft.
Nach seinem Studienabschluss begann er als Profi auf der ATP Tour zu spielen. 1991 erreichte er in Nigeria gemeinsam mit seinem Landsmann Ted Scherman zum ersten Mal ein Challenger-Doppelfinale in Benin City, eine Woche später das Einzelfinale in Lagos, in dem er dem Niederländer Paul Haarhuis unterlag. Auch im brasilianischen Ribeirão Preto, bei dem er mit Steve Bryan antrat, verlor er in dieser Saison das Finale im Doppel. Bei seiner ersten Teilnahme bei den Wimbledon Championships überstand er mit Byron Black im Doppel die Qualifikation und erreichte anschließend die zweite Runde. Eine Woche nach Wimbledon gewann er in New Haven an der Seite von Royce Deppe sein erstes von sechs Challenger-Turnier. Auf der ATP Tour konnte er zwischen 1992 und 1999 viermal ein Finale im Doppel erreichen, sich dort aber nie durchsetzen. 1998 stand er mit Rang 63 im Doppel an der höchsten Position der Tennisweltrangliste, im Einzel schaffte er es 1991 bis auf Platz 221.
Den größten Erfolg seiner Karriere feierte Middleton 1994 beim Erreichen des Mixed-Finales bei den Wimbledon Championships. Dieses Match verloren er und seine Doppelpartnerin Lori McNeil gegen die Paarung Helena Suková und Todd Woodbridge. Der größte Sieg seiner Karriere war der gegen die spätere Nummer 1 der Welt Thomas Muster im Jahr 1994.
Im Jahr 1999 bestritt Middleton sein letztes Profimatch.
Nach seiner aktiven Karriere arbeitete Middleton u. a. in den Jahren 2004 und 2005 als Tennistrainer für Vince Spadea und Paradorn Srichaphan. 2004 gewann er das Einladungsturnier in Wimbledon im Doppel. Danach arbeitete er für verschiedene Sportvereine.

## Erfolge
| Legende                                               |
| Grand Slam                                            |
| Tennis Masters Cup                                    |
| ATP Masters Series                                    |
| ATP Championship Series ATP International Series Gold |
| ATP World Series ATP International Series             |
| ATP Challenger Series (6)                             |

### Doppel

#### Turniersiege
| Nr. | Datum              | Turnier   | Belag     | Partner           | Finalgegner                      | Ergebnis        |
| --- | ------------------ | --------- | --------- | ----------------- | -------------------------------- | --------------- |
| 1.  | 14. Juli 1991      | New Haven | Hartplatz | Royce Deppe       | Ivan Baron Brian MacPhie         | 6:4, 5:7, 6:4   |
| 2.  | 15. September 1991 | Azoren    | Hartplatz | Byron Black       | Henrik Holm Peter Nyborg         | 6:3, 4:6, 7:6   |
| 3.  | 19. Februar 1995   | Hambühren | Teppich   | Bret Garnett      | Brent Larkham Chris Wilkinson    | 6:2, 3:0 aufgg. |
| 4.  | 4. Februar 1996    | Lippstadt | Teppich   | Chris Woodruff    | Jeff Belloli Aleksandar Kitinov  | 7:5, 7:5        |
| 5.  | 16. Juni 1996      | Cali      | Sand      | Brett Hansen-Dent | Lucas Arnold Ker Patricio Arnold | 6:4, 6:3        |
| 6.  | 23. Juni 1996      | Bogotá    | Sand      | Brett Hansen-Dent | Leonardo Lavalle Óscar Ortiz     | 6:4, 6:3        |

#### Finalteilnahmen
| Nr. | Datum           | Turnier     | Belag     | Partner        | Finalgegner                      | Ergebnis      |
| --- | --------------- | ----------- | --------- | -------------- | -------------------------------- | ------------- |
| 1.  | 22. März 1992   | Casablanca  | Sand      | Ģirts Dzelde   | Horacio de la Peña Jorge Lozano  | 6:1, 4:6, 6:7 |
| 2.  | 24. August 1997 | Long Island | Hartplatz | Mark Keil      | Marcos Ondruska David Prinosil   | 4:6, 4:6      |
| 3.  | 8. Februar 1998 | Marseille   | Hartplatz | Mark Keil      | Donald Johnson Francisco Montana | 4:6, 6:3, 3:6 |
| 4.  | 29. August 1999 | Boston      | Hartplatz | Marius Barnard | Guillermo Cañas Martín García    | 7:5, 6:7, 3:6 |

### Mixed

#### Finalteilnahmen
| Nr. | Datum        | Turnier                 | Belag | Partner     | Finalgegner                   | Ergebnis      |
| --- | ------------ | ----------------------- | ----- | ----------- | ----------------------------- | ------------- |
| 1.  | 3. Juli 1994 | Wimbledon Championships | Rasen | Lori McNeil | Helena Suková Todd Woodbridge | 6:3, 5:7, 3:6 |